# Elettra (film 1962)
Elettra  (Ηλέκτρα) è un film greco del 1962 diretto da Michael Cacoyannis.
Il film fu candidato al premio Oscar come miglior film straniero.

## Trama
Quando Agamennone torna da Troia viene ucciso a tradimento dalla moglie Clitemnestra. Elettra non perdona mai ciò alla madre che, assieme al cugino Egisto ed ora suo amante ufficiale, governi senza rispetto la città di Micene, pensando solo ai propri comodi. L'arrivo fortunato del fratello Oreste, venuto per rendere omaggio alla tomba del padre, cambia vorticosamente la situazione.
Infatti ora Elettra ha un appiglio a cui aggrapparsi, avendo sempre vissuto con un figlio in campagna dimenticata da tutti, e assieme al fratello e all'amico Pilade uccidono prima Egisto e poi Clitemnestra che invano supplica il figlio di fermarsi.
Di conseguenza Elettra sposerà Pilade, dopo la fuga di Oreste, perseguitato dalle mostruose Erinni.

## Riconoscimenti
- 1963 - Premio Oscar
  - Candidato all'Oscar al miglior film straniero